# 後藤愛
後藤愛（日语：／ Gotō Ai，1983年10月20日—），日本女子羽毛球运动员。岐阜縣出生，畢業於岐南中学校、岐阜商業高校及東海女子大学，其後加入NTT東日本株式會社。現隸屬於NTT東日本株式會社総務人事部，並為該社的羽毛球隊的經理。

## 簡歷
2010年11月，後藤代表日本出戰廣州亞運會，參加羽毛球比賽的女子單打及團體項目。

## 主要比賽成績
只列出曾進入準決賽的國際賽事成績：
| 年份   | 賽事                 | 公開賽級別 | 項目     | 成績   |
| ------ | -------------------- | ---------- | -------- | ------ |
| 2007年 | 大阪羽毛球國際挑戰賽 | 國際挑戰賽 | 女子單打 | 準決賽 |
| 2009年 | 大阪羽毛球國際挑戰賽 | 國際挑戰賽 | 女子單打 | 冠軍   |
| 2010年 | 荷蘭羽毛球大獎賽     | 大獎賽     | 女子單打 | 準決賽 |
| 2011年 | 俄羅斯羽毛球大獎賽   | 大獎賽     | 女子單打 | 準決賽 |
| 2011年 | 印尼羽毛球黃金大獎賽 | 黃金大獎賽 | 女子單打 | 準決賽 |
| 2012年 | 波蘭羽毛球國際賽     | 國際挑戰賽 | 女子單打 | 冠軍   |
| 2012年 | 秘魯羽毛球國際賽     | 國際挑戰賽 | 女子單打 | 亞軍   |

| 2007-2017年 | 首要超級賽 | 超級賽 | 黃金大獎賽 | 大獎賽 | 國際挑戰賽 | 國際系列賽 | 未來系列賽 | 其他 |

### 奧運會和世錦賽參賽紀錄
|          | 2009 | 2010 | 2011 |
| -------- | ---- | ---- | ---- |
| 女子單打 | 16強 | 16強 | 32強 |